# Michal Kraľovič
Michal Kraľovič (sinh 25 tháng 1 năm 1999) là một cầu thủ bóng đá Slovakia thi đấu ở vị trí tiền đạo cho Tatran Prešov tại Fortuna Liga.

## Sự nghiệp

### 1. FC Tatran Prešov
Kraľovič ra mắt chuyên nghiệp cho 1. FC Tatran Prešov trước ŠK Slovan Bratislava ngày 23 tháng 7 năm 2017.